# Portrait d'une femme assise avec un mouchoir
Le Portrait d'une femme assise avec un mouchoir est une peinture à l'huile datant de vers 1644, attribuée au peintre néerlandais Carel Fabritius et conservée au musée des Beaux-Arts de l'Ontario (Toronto, Canada).

## Description
Le portrait représente une femme assise sur un fauteuil. Elle est tournée vers la gauche du cadre, et tient dans sa main gauche un mouchoir. Elle porte un manteau noir, un col blanc, une coiffe blanche et un anneau à l'annulaire de la main droite. Elle est éclairée par une source de lumière placée en haut à gauche du cadre. En arrière-plan figure un livre posé sur une table.
Le visage est peint avec des coups de pinceaux vifs et appuyés et une gamme de couleurs centrée sur le rose mais néanmoins large. Le traitement délicat du col suggère l'existence d'une double épaisseur de tissu.  
En bas à gauche figure une signature : Rembrandt f 1644.

## Attribution
L'attribution de ce tableau est controversée. Certains historiens de l'art ont attribué l'œuvre à Rembrandt, mais les chercheurs du Rembrandt Research Project l'attribuent plutôt à Carel Fabritius. En effet, le tableau présente des caractéristiques qui le rapprochent de l'œuvre tardive de Fabritius : la tête de la femme est peinte avec des mouvements vifs de pinceau, le contour du visage est suggéré plus que dessiné. La signature de Rembrandt pourrait indiquer que le tableau a été réalisé dans l'atelier de celui-ci. D'après l'historien de l'art Christopher Brown (en), l'œuvre est bien de l'atelier de Rembrandt, mais son auteur n'est pas Fabritius. 

## Histoire
Le tableau a appartenu successivement au peintre néerlandais Louis-Bernard Coclers, au cardinal Fesch, au militaire britannique George Holford (en), à l'homme d'affaires canadien R.Y. Eaton (en) et à sa femme, qui en firent don au musée des Beaux-Arts de l'Ontario.

## Sources
- [Bruyn 1989] (en) Josua Bruyn et al., chap. C114 « Portrait of a seated woman with a handkerchief », dans A Corpus of Rembrandt Paintings, vol. III : 1635-1642, Springer, coll. « Stichting Foundation Rembrandt Research Project », 1989, 920 p. (ISBN 978-90-247-3781-9, DOI 10.1007/978-94-009-0811-6_83), p. 716-722